# The Hanging Judge
The Hanging Judge è un film muto del 1918 diretto e interpretato da Henry Edwards

## Trama
Figlio ripudiato di un giudice, un giovane diventa giornalista e sposa la figlia di un uomo condannato dalla giustizia.

## Produzione
Il film fu prodotto dalla Hepworth.

## Distribuzione
Distribuito dalla Moss, il film uscì nelle sale cinematografiche britanniche nel giugno 1918.
Si pensa che sia andato distrutto nel 1924 insieme a gran parte degli altri film della Hepworth. Il produttore, in gravissime difficoltà finanziarie, pensò in questo modo di poter almeno recuperare l'argento dal nitrato delle pellicole.